# Darrell Waltrip

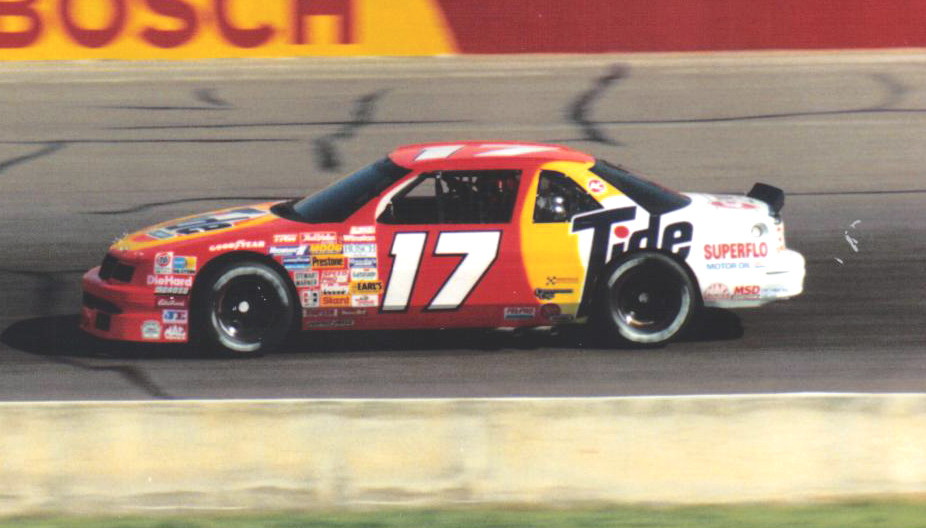
Waltrips auto uit 1989

Darrell Lee Waltrip (Owensboro (Kentucky), 5 februari 1947) is een voormalig Amerikaans autocoureur. Hij won de Winston Cup, het belangrijkste NASCAR kampioenschap drie keer in zijn carrière. Momenteel is hij sportcommentator bij de Amerikaanse televisiezender FOX.

## Carrière
Waltrip reed tussen 1972 en 2000 negenentwintig jaar op rij in de Nascar Winston Cup, later bekend als Sprint Cup. Hij won voor de eerste keer in 1975 in Nashville. Zijn beste periode begon aan het eind van de jaren zeventig. Zowel in 1977 als in 1978 won hij zes races, een jaar later kon hij zeven keer winnen en werd hij voor de eerste keer vice-kampioen.
Het grote succes kwam er in 1981 en 1982. Hij won in beide seizoenen twaalf races en won het kampioenschap twee keer op rij. In 1985 won hij het kampioenschap voor de derde en laatste keer in zijn carrière. Op een overwinning van de prestigieuze Daytona 500 heeft hij lang moeten wachten, maar kon de race uiteindelijk in 1989 winnen.
Waltrip reed in zijn carrière 809 Winston Cup wedstrijden, vertrok 59 keer vanaf poleposition en won 84 races. Hij won het kampioenschap drie keer en werd drie keer vice-kampioen. In de Nationwide Series reed hij 95 races waarvan hij er dertien won.

## Resultaten in de NASCAR Sprint Cup
Sprint Cup resultaten (aantal gereden races, polepositions, gewonnen races en positie in het kampioenschap)
| Jaar | Races | Polepositions | Overwinningen | Kampioenschap |
| ---- | ----- | ------------- | ------------- | ------------- |
| 1972 | 5     | 0             | 0             | 56e           |
| 1973 | 19    | 0             | 0             | 28e           |
| 1974 | 11    | 1             | 0             | 19e           |
| 1975 | 28    | 2             | 2             | 7e            |
| 1976 | 30    | 3             | 1             | 8e            |
| 1977 | 30    | 3             | 6             | 4e            |
| 1978 | 30    | 2             | 6             | 3e            |
| 1979 | 31    | 5             | 7             | 2e            |
| 1980 | 31    | 5             | 5             | 5e            |
| 1981 | 31    | 11            | 12            | 1e            |
| 1982 | 30    | 7             | 12            | 1e            |
| 1983 | 30    | 6             | 7             | 2e            |
| 1984 | 30    | 4             | 7             | 3e            |
| 1985 | 28    | 4             | 3             | 1e            |
| 1986 | 29    | 1             | 3             | 2e            |
| 1987 | 29    | 0             | 1             | 4e            |
| 1988 | 29    | 2             | 2             | 7e            |
| 1989 | 29    | 0             | 6             | 4e            |
| 1990 | 23    | 0             | 0             | 20e           |
| 1991 | 29    | 0             | 2             | 8e            |
| 1992 | 29    | 1             | 3             | 9e            |
| 1993 | 30    | 0             | 0             | 13e           |
| 1994 | 31    | 0             | 0             | 9e            |
| 1995 | 31    | 1             | 0             | 19e           |
| 1996 | 31    | 0             | 0             | 29e           |
| 1997 | 31    | 0             | 0             | 26e           |
| 1998 | 33    | 0             | 0             | 24e           |
| 1999 | 27    | 0             | 0             | 37e           |
| 2000 | 29    | 0             | 0             | 36e           |